# Vapenrock m/1923

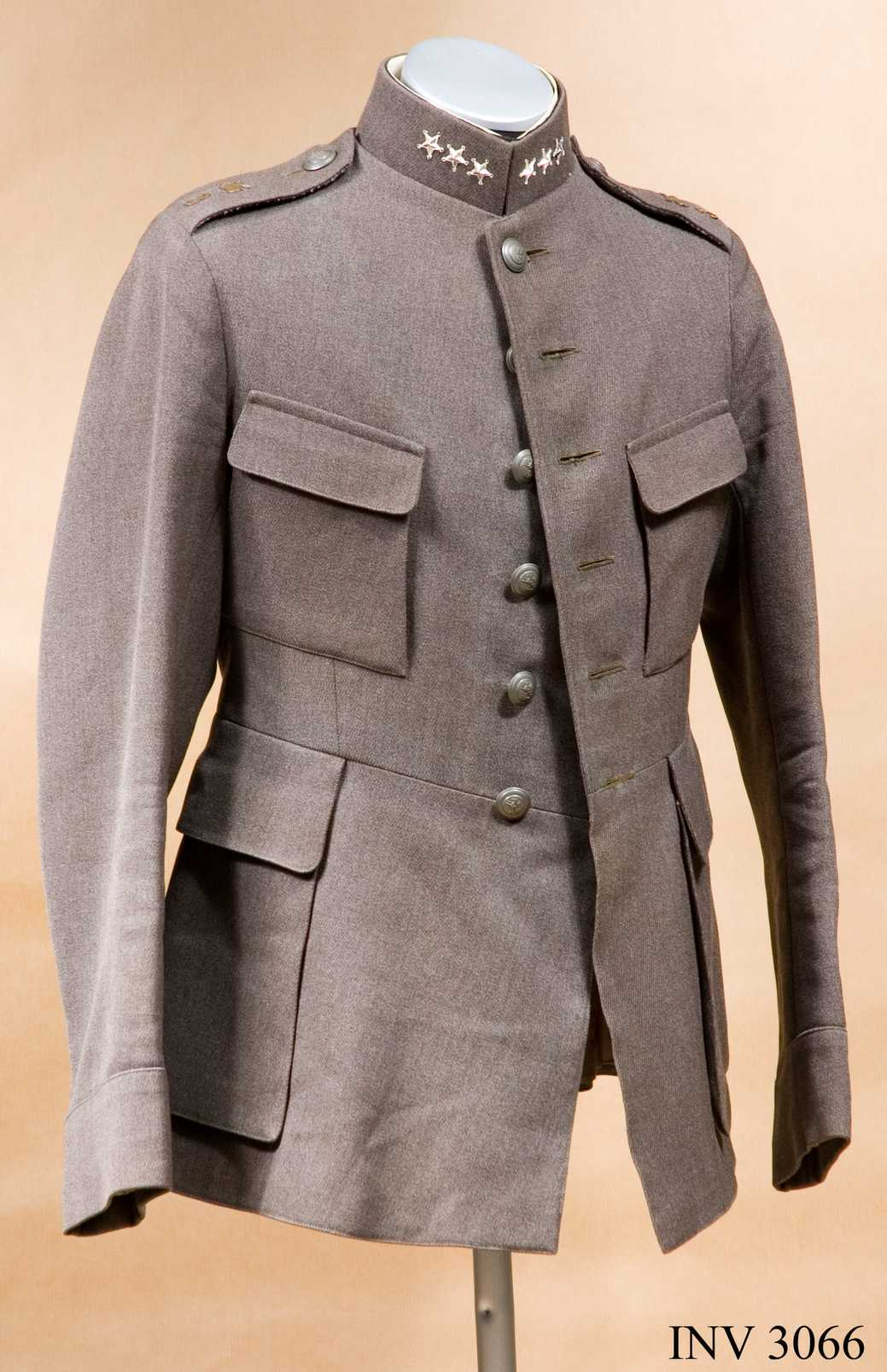
Vapenrock m/1923 för kapten vid Södermanlands Regemente (I10)
(Ur armémuseums samlingar)

Vapenrock m/1923 var en vapenrock som användes inom försvarsmakten.

## Utseende
Denna vapenrock är i kommiss alternativt diagonaltyg samt har en enradig knapprad om sex knappar av regementets större modell. Den är försedd med raka ärmuppslagg samt två axelklaffar. Försedd med ståndkrage vilken varpå gradbeteckningen fästs. Den har slutligen två mindre bröstfickor och två större sidofickor.

## Användning
Denna vapenrock användes till uniform m/1923 av hela armén.

## Varianter

### Vapenrock m/1923-1937
Denna variant är en modifikation av ursprungsvarianten. Skillnaderna är att den här har nedvikt krage, att den här har de nedre fickorna längre upp samt att man satt dit en extra tygbit i armhålan för ökad rörlighet.